# Komunikacja miejska w Końskich
Komunikacja miejska w Końskich – system transportu miejskiego w Końskich, organizowanego przez gminę miejską, funkcjonujący od 9 marca 2020.
W Gminie Końskie dawna komunikacja miejska przestała działać w 2011. Z uwagi na zgłaszane postulaty społeczeństwa, podjęto decyzję o jej reaktywacji. 9 lipca 2018 roku podpisano umowę, w myśl której gmina w ramach Regionalnego Programu Operacyjnego Województwa Świętokrzyskiego otrzymała dofinansowanie o wysokości 7 028 763,88 zł. Pozyskane środki przeznaczono na zakup niskoemisyjnego taboru, budowę centrum przesiadkowego przy ul. Wojska Polskiego, modernizację przystanków i ich wyposażenie w nowe wiaty, a także kampanię promującą ekologiczny transport publiczny. W myśl założeń autobusy miały kursować na trasach łączących najważniejsze generatory ruchu, ale również miejscowości pozbawione dotąd zorganizowanej komunikacji. Łączna wartość projektu wyniosła 8,5 mln złotych (w myśl pierwotnych projektów wartość ta miała sięgać 8 269 133,98 zł).
Inauguracja nowego systemu transportu publicznego miała miejsce 6 marca 2020 i została połączona z oddaniem do użytku Zintegrowanego Centrum Przesiadkowego, na którym przewidziano postoje zarówno pojazdów komunikacji gminnej, jak też przewoźników prywatnych. Regularny ruch zapoczątkowano 9 marca 2020. Obecnie ruch prowadzony jest na siedmiu liniach regularnych oraz pięciu uzupełniających. Przewozy mają charakter odpłatny.
Obsługę ruchu zapewnia 9 zakupionych w tym celu busów marki Mercedes-Benz o pojemności 26 pasażerów (w tym 14 na miejscach siedzących), wyposażonych w klimatyzację, elektroniczną informację, nagłośnienie i monitoring. Pojazdy są dostosowane do potrzeb osób o ograniczonej sprawności ruchowej. Wybranym w przetargu operatorem została firma „Darjan”. Linie uzupełniające obsługuje Przedsiębiorstwo Gospodarki Komunalnej w Końskich.